# William Lucas Distant
William Lucas Distant (12 de noviembre de 1845 – 4 de febrero de 1922) fue un entomólogo británico.

## Publicaciones
Una lista parcial de sus publicaciones es la siguiente.
- Rhynchota : La Fauna de la India Británica , incluidas Ceylon y Burma

- Insecta transvaaliensia : Una contribución a la entomología de Sudáfrica

- A naturalist in the Transvaal

- A monograph of oriental Cicadidae

- Rhopalocera Malayana: A description of the butterflies of the Malay Peninsula

- Hemiptera

- Biologia centrali-americana. Insecta. Rhynchota. Hemiptera-Heteroptera

- Biologia centrali-americana

- Rhynchotal notes: Membracidae

- Rhynchota from New Caledonia and the surrounding islands

- A synonymic catalogue of Homoptera

- Homoptera. Fam. Cicadidae

- Scientific results of the second Yarkand mission : based on the collections and notes of the late Ferdinand Stoliczka : Rhynchota

## Abreviatura (zoología)
La abreviatura Distant  se emplea para indicar a William Lucas Distant como autoridad en la descripción y taxonomía en zoología.